# Nanjing Iron and Steel
Nanjing Iron and Steel Co., Ltd. (NISCO) er en børsnoteret kinesisk stålproducent med hovedkvarter i Nanjing, Jiangsu. Virksomheden ejes og drives som et joint venture mellem Nanjing Iron and Steel Group og Fosun International. Det nuværende selskab blev etableret i 1999, mens historien går tilbage til 1958.